# 小河慶子
小河 慶子（おがわ けいこ、1969年12月31日 - ）は、日本の女優。埼玉県出身。過去にはマルチックアイ、MILLENNIUM PROに所属していた。

## 出演作品

### テレビドラマ
- NHKドラマ館 新・南部大吉交番日記（1999年、NHK総合テレビ）
- 金曜ドラマ エジソンの母（2008年、TBS） - 教師 役
- コード・ブルー -ドクターヘリ緊急救命- 1st season 第11話（2008年9月11日、フジテレビ） - 看護師 役
- 愛の劇場 最終シリーズ 大好き!五つ子（2009年、TBS） - 田中医師 役
- MR.BRAIN（2009年、TBS） - 科警研職員 役
- コード・ブルー -ドクターヘリ緊急救命- 2nd season（2010年、フジテレビ） - 看護師 役
- ドラマ24 トラブルマン（2010年、テレビ東京） - 商店街の主婦 役
- 木曜ドラマ 同窓会〜ラブ・アゲイン症候群（2010年、テレビ朝日） - 宮沢朋美の同僚 役
- 日曜劇場 新参者 第2話（2010年4月25日、TBS） - 三井峯子の隣人 役
- チャレンジド〜卒業〜 第2話（2011年3月25日、NHK BS-hi）※先行放送
- 木曜ドラマ9 ランナウェイ〜愛する君のために 第8話・最終話（2011年12月15日・22日、TBS） - 記者 役
- 月曜ミステリーシアター 確証〜警視庁捜査3課 第10話（2013年6月17日、TBS） - 女スリ師 役
- 土曜ワイド劇場 遺品の声を聴く男 第5作（2014年6月21日、朝日放送）

### CM
- 森永乳業「MOW やさしさ劇場〜じいちゃんのアイス」 - お母さん 役
- イオン「お客様感謝デー」
- サントリー「ボス」
- NTT「フレッツ光」
- 江戸一「すたみな太郎」

### 舞台
- 「WINDOWS〜朝日のあたる窓〜」（大塚ジェルスホール）
- 「地獄のセールスマン」（大塚ジェルスホール）
- 「プレイボール」（新宿タイニイアリス）
- 「かわいい人たち」（池袋カフェテアトル2つの部屋）
- 「サイレント・ソング」（神楽坂die pratze） - 主役・千春 役
- 「ラスト・スタントマン」（高円寺明石スタジオ） - 主役・葵 役
- 「続・かわいい人たち」（池袋カフェテアトル2つの部屋）
- 「さらば愛しき信長〜本能寺の恋〜」（新宿シアターモリエール） - 主役・小夜 役
- 「マイ・チャンプ物語」（新宿シアターモリエール）
- 「プレイボール」（大塚萬スタジオ） - 主役・真弓 役
- 「サイレント・ソング2000」（新宿シアターモリエール） - 主役・千春 役
- 劇団クレセントシティ9mg+東京新社公演「CUE」（東京芸術劇場）
- 「蒲田行進曲〜銀ちゃんが逝く〜」（三鷹芸術文化センター） - 小夏 役
- 二人芝居サーキット『二人メドレー』「ムーンライト・シミュレーション」（武蔵野芸能劇場）※作・出演字[要説明]
- 「あさきゆめみし吉祥寺」（新宿シアターモリエール）※作・出演
- 「十一人の少年」（三鷹芸術文化センター）
- 「新撰組エレジー」（三鷹芸術文化センター）
- 「篭城」（新宿タイニーアリス）※作・出演助手
- 「HIMAWARI」（三鷹芸術文化センター）※作・演出
- 「有栖川リバーサイドブルース」（新宿タイニーアリス）
- 「希望の風を帆にうけて」※作・演出
- 企業イベント「寸劇／新撰組」（鈴乃屋ホール）
- 「クイズ・コリンパタン」
- 「パラドックス・ツアー」（新宿タイニーアリス）
- 「JOKER」（高円寺明石スタジオ）

### テレビアニメ
2006年
- GEKIFU 妖逆門（ミックの母）

2007年
- ショートDEアニメ魂 猫ラーメン（母親）